# Municipio de Lake (condado de Vernon)
El municipio de Lake (en inglés: Lake Township) es un municipio ubicado en el condado de Vernon en el estado estadounidense de Misuri. En el año 2010 tenía una población de 209 habitantes y una densidad poblacional de 2,25 personas por km².

## Geografía
El municipio de Lake se encuentra ubicado en las coordenadas 37°54′4″N 94°26′34″O / 37.90111, -94.44278. Según la Oficina del Censo de los Estados Unidos, el municipio tiene una superficie total de 93.09 km², de la cual 91,87 km² corresponden a tierra firme y (1,31 %) 1,22 km² es agua.

## Demografía
Según el censo de 2010, había 209 personas residiendo en el municipio de Lake. La densidad de población era de 2,25 hab./km². De los 209 habitantes, el municipio de Lake estaba compuesto por el 97,61 % blancos, el 1,91 % eran asiáticos y el 0,48 % eran de una mezcla de razas. Del total de la población el 0,48 % eran hispanos o latinos de cualquier raza.